# Дранше, Осип Иванович
Осип Иванович Дранше́ (1824—1849) — русский провинциальный актёр французского происхождения. Младший брат известной в своё время в Петербурге балерины Софьи Дранше. Умер молодым. В свои двадцать пять лет успел проявить себя как незаурядный актёр, заслужив репутацию «чудеснейшего комика». Выступал на сцене Харьковского театра, когда на ней служил знаменитый провинциальный актёр Карп Солёник, и в некоторых комических ролях добивался сравнимого с ним успеха.

## Биография
Отец Осипа, Жан Дранше, был француз, художник сцены и большой мастер сложных механических декораций. Искусство его принесло ему некоторую известность, о нём говорили после таких, к примеру, грандиозных постановок, как балет в 5-ти действиях «Рауль де Креки́», ставший своего рода общественным событием в 1819-м году.
Затем следы Жана Дранше теряются. В 1830-х годах мы видим его дочь среди воспитанниц Театральной школы в Петербурге, где обучались дети актёров, работников сцены и дворцовой прислуги, а также сироты. В 1836-м году двадцатилетняя Софья Дранше стала выпускницей школы «на особом положении», — выдав ей в приданое 3 000 рублей, Император Николай I лично позаботился о браке красавицы-балерины с представителем привилегированной актёрской семьи Самойловых, Василием. Царь и впредь не оставлял её своими милостями.
В 1842-м году на сцене петербургских театров появляется и младший брат царской балерины-любимицы — Осип Дранше. В частности, он играл бессловесную роль лекаря Гибнера в «Ревизоре».
Некоторые выпускники петербуржской Театральной школы в 1830-х—1840-х годах, достигнув восемнадцати лет, — в силу таланта или, обычнее, связей, — оставались на полном обеспечении в школе ещё в течение двух лет, проходя как бы практику, — становились пансионерами. Таким пансионером и был, видимо, Осип Дранше, поскольку выпустился он из школы лишь в 1844-м году, в возрасте двадцати лет, но уже в статусе «артиста императорских театров», и почти сразу же уехал служить в провинцию, — в Орёл, в труппу антрепренёра Людвига Млотковского.
Дела у Млотковского в Орле не очень ладились, и в следующем, 1845-м, году Дранше нашёл возможность перейти в труппу Харьковского театра. Харьковский театр тогда ещё сохранял репутацию лучшего из провинциальных, не уступая столичным ни в репертуаре, ни в актёрском исполнении. Здесь молодой актёр, через свою сестру приходившийся родственником уже знаменитому в те годы актёру В. В. Самойлову, легко привлёк внимание, а затем и быстро завоевал симпатии зрителей: «Своей правдивой, заразительно-весёлой игрой Дранше оживлял самые пустые схематичные роли» и «пользовался большим успехом».
Как ни странно молодому актёру хорошо давались роли пожилых. Среди лучших ролей Осипа Дранше:
- Зятюшка («Зятюшка» Д. Т. Ленского)
- Калистратка («Жених, чемодан и невеста» П. И. Григорьева)
- Старый булочник Клейстер («Булочная» Ф. А. Кони)
- Староста Семён Иванович («Ямщики, или Как гуляет староста Семён Иванович» П. И. Григорьева).
- Лев Гурыч Синичкин («Лев Гурыч Синичкин» Д. Т. Ленского).

Одна из выдающихся работ Осипа Дранше — слуга Жак в комедии Мольера «Скупой».
В 1849-м году, в возрасте 25 лет, Осип Дранше скончался от чахотки. Похоронен был в Харькове, на Главном городском кладбище (№1).

## Память
В 1930-х годах на территории кладбища №1 городские власти решили устроить крупный спортивный комплекс. Проводилось частичное перезахоронение могил известных деятелей прошлого на новое городское кладбище №13. Могилы Карпа Солёника и Осипа Дранше находились по-соседству. О перезахоронении Карпа Солёника сообщения встречаются, о перезахоронении Осипа Дранше упоминаний нет.